# Деніз Міна
Деніз Міна (англ. Denise Mina; 21 серпня 1966, Іст-Кілбрайд, Шотландія) — шотландська письменниця детективного жанру, драматург. Написала трилогію «Гарнетілл» та ще три романи, в яких зображена героїня Патрісія «Падді» Міхан, журналістка Глазго. Також відома створенням коміксів, написавши 13 номерів «Hellblazer».
Перший роман «Поле крові» був знятий BBC для трансляції в 2011 році, за участю зірок Джейда Джонсона, Пітера Капальді та Девіда Морріссі. Другий фільм, «Мертва година», був знятий і транслювався у 2013 році.

## Біографія
Деніз Міна народилася в Іст-Кілбрайд у 1966 році. Її батько працював інженером. Через його роботу сім'я переїжджала 21 раз за 18 років: з Парижа до Гааги, Лондона, Шотландії та Бергена. Міна закінчила школу в шістнадцять років і працювала на різних низькокваліфікованих роботах, в тому числі як буфетниця і кухарка, а також деякий час на м'ясокомбінаті. Після 20 років працювала в допоміжній сестринській службі для пацієнтів із геріатричної та невідкладної допомоги, перш ніж повернутися до навчання та здобути юридичну освіту в Університеті Глазго.
Саме під час проведених нею досліджень під час написання докторської дисертації щодо приписування психічних захворювань жінкам-кривдникам та викладання кримінології та кримінального права в Стратклайдському університеті у 1990-х роках, вона вирішила написати свій перший роман «Гарнетілл», опублікований у 1998 році видавництвом «Transworld».
Міна проживає у Глазго.

## Нагороди та відзнаки
- 1998: «Новий закривавлений кинджал» Асоціації письменників детективного жанру Великої Британії за кращий перший роман у детективному жанрі Гарнетілл
- 2006: Премія Баррі за найкращий британський роман Поле крові
- 2011: Премія Мартіна Бека (Bästa till svenska översatta kriminalroman), Кінець сезону ос
- Премія за роман року про злочинність в Текстоні за минулий рік[10]
- Премія за роман року про злочинність в Текстоні, боги та звірі[11]
- 2017: Приз Гордона Берна за The Long Drop[12]
- 2017: Премія МакІлвані за роман про злочини в Шотландії, The Long Drop[13]

## Бібліографія

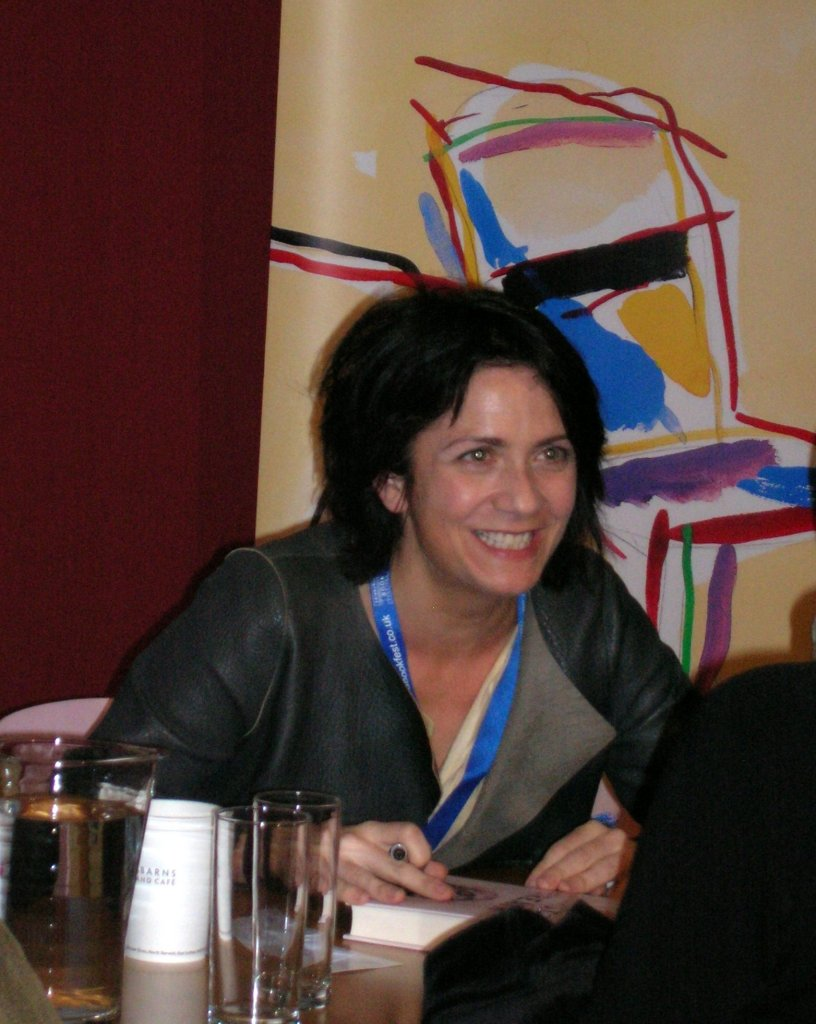
Деніз Міна підписує книги на Единбурзькому міжнародному фестивалі книг

### Романи
Трилогія Гарнетілла
- Гарнетілл (1998)
- Вигнання (2000)
- Резолюція (2001)

Романи Патрісії «Паді» Механа
- Поле крові (2005)
- Мертва година (2006)
- Останнє дихання (2007) — опубліковано як Сліп ножа в Америці

Романи Алекса Морроу
- Ще півночі (2009)
- Кінець сезону відходів (2010)
- Боги і звірі (2012)
- Червона дорога (2013)
- Кров, сіль, вода (2014)

Інші романи
- Sanctum (2003) (опубліковано як Обман у США у 2004 році)
- Довга крапля (2017)
- Засудження (2019)

### Комікси
- Hellblazer, № 216–228 (DC Comics, 2006—2007)
  - «Емпатія — ворог» зібрані виданнями Hellblazer 216—222
  - «Червона права рука» зібрані випуски Hellblazer 223—228

### П'єси
- Айда Тамсон (2006)
- «П'яна жінка дивиться на розторопшу» (2007), натхненна довгою модерністською поемою Г'ю Макдіарміда «П'яний чоловік дивиться на осот» і вперше виконана Карен Данбар .

### Радіоп'єси
- The Meek, BBC Radio 3, 7 березня 2009 року

### Комічні колекції та графічні романи
- Hellblazer
  - Hellblazer: Empathy Is the Enemy. Vertigo. 2006.
  - Hellblazer: The Red Right Hand. Vertigo. 2007.
- A Sickness in the Family. Vertigo Crime. Vertigo. 2010. ISBN 978-1401210816.  A Sickness in the Family. Vertigo Crime. Vertigo. 2010. ISBN 978-1401210816.  A Sickness in the Family. Vertigo Crime. Vertigo. 2010. ISBN 978-1401210816.
- Тисячоліття
  - The Girl with the Dragon Tattoo. Millennium Trilogy. Т. 1st. Vertigo. 2012. ISBN 978-1401235574.  The Girl with the Dragon Tattoo. Millennium Trilogy. Т. 1st. Vertigo. 2012. ISBN 978-1401235574.  The Girl with the Dragon Tattoo. Millennium Trilogy. Т. 1st. Vertigo. 2012. ISBN 978-1401235574.
  - The Girl with the Dragon Tattoo. Millennium Trilogy. Т. 2nd. Vertigo. 2013. ISBN 978-1401235581.  The Girl with the Dragon Tattoo. Millennium Trilogy. Т. 2nd. Vertigo. 2013. ISBN 978-1401235581.  The Girl with the Dragon Tattoo. Millennium Trilogy. Т. 2nd. Vertigo. 2013. ISBN 978-1401235581.